# Gamelioides
Gamelioides is een geslacht van vlinders van de familie nachtpauwogen (Saturniidae), uit de onderfamilie Hemileucinae.

## Soorten
- G. deniseae Naumann, Brosch & Wenczel, 2005
- G. elainae (Lemaire, 1967)
- G. seitzi (Draudt, 1929)